# Wolfgang Arenhövel
Wolfgang Arenhövel (* 7. November 1946 in Ibbenbüren) ist ein deutscher Jurist. Er war Präsident des Oberlandesgerichts (OLG) Bremen und amtierender Richter am Staatsgerichtshof der Freien Hansestadt Bremen sowie Bundesvorsitzender des Deutschen Richterbundes. 

## Biografie

### Ausbildung
Arenhövel studierte in Marburg und Regensburg Rechtswissenschaften.

### Beruflicher Werdegang
Er begann 1978 seine Karriere im Justizdienst des Landes Niedersachsen. Seit 1981 war er Richter am Landgericht Osnabrück und ab 1991 Richter am OLG Oldenburg. Von 1997 bis 1999 war er Präsident am Landgericht Verden, darauf ab 1999 Präsident des Landgerichts Osnabrück.
Von 2003 bis April 2007 war Arenhövel auch Vorsitzender des Deutschen Richterbundes. Er löste Geert Mackenroth ab. 
Von 2005 bis 2011 war er Präsident des Oberlandesgerichts (OLG) Bremen und amtierender Richter am Staatsgerichtshof der Freien Hansestadt Bremen.

### Sonstige Aktivitäten, Ämter und Mitgliedschaften
Arenhövel ist Mitglied der SPD.
Seit 2011 ist Arenhövel bei der Ombudsstelle für Investmentfonds als Fondsombudmann tätig, zuletzt wurde er 2020 für die jeweils dreijährige Amtszeit neu bestellt. Zwischen 2013 und 2018 saß er zudem im Verbraucherbeirat der Bundesanstalt für Finanzdienstleistungsaufsicht. 
Die Bremer Bürgerschaft hat im November 2024 Arenhövel für die Unabhängige regionale Aufarbeitungskommission (URAK) der Region Nordwest (Gebiet der Konföderation und Bremen) vorgeschlagen. Betroffenen sexualisierter Gewalt kritisierten ihn als befangen, da er sich privat in der Kulturkirche in Bremen engagiert. Nach 2 Wochen legte er sein Amt nieder.